# Collegio Universitario Luigi Lucchini
Il Collegio Universitario Luigi Lucchini è un Collegio di Merito a Brescia, inaugurato ufficialmente l'11 novembre 2013.
Il Collegio ha 54 posti complessivi, suddivisi in 18 camere doppie e 18 singole.